# 우콘

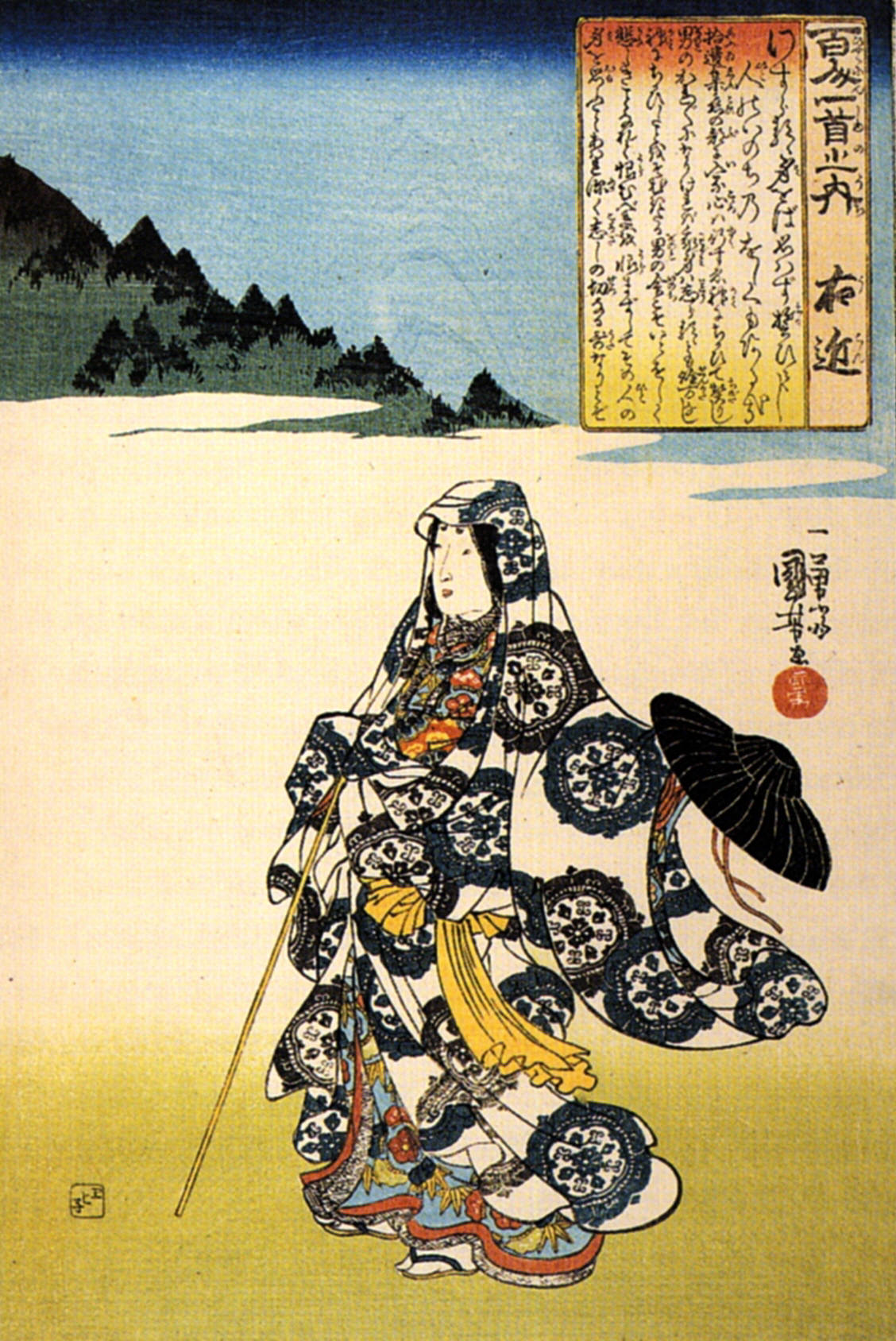
우콘

우콘(일본어: 右近, 생몰년 미상)은 헤이안 시대 중기의 궁녀, 여류가인이다.
다이고 천황 때에 처음으로 궁녀가 되었고, 무라카미 천황 때 와카 경연에서도 존재감을 보였다.

## 와카
```
잊혀진대도 저는 괜찮습니다 신께 맹세한 당신의 목숨만이 그저 안타까울 뿐
忘らるる身をば思はず誓ひてし人の命の惜しくもあるかな
```